# Cantón de Tourteron
El cantón de Tourteron era una división administrativa francesa, que estaba situada en el departamento de Ardenas y la región de Champaña-Ardenas.

## Composición
El cantón estaba formado por diez comunas:
- Écordal
- Guincourt
- Jonval
- Lametz
- Marquigny
- Neuville-Day
- La Sabotterie
- Saint-Loup-Terrier
- Suzanne
- Tourteron

## Supresión del cantón de Tourteron
En aplicación del Decreto n.º 2014-203 de 21 de febrero de 2014, el cantón de Tourteron fue suprimido el 22 de marzo de 2015 y sus 10 comunas pasaron a formar parte del nuevo cantón de Attigny.